# 231 PO 3591 à 3640

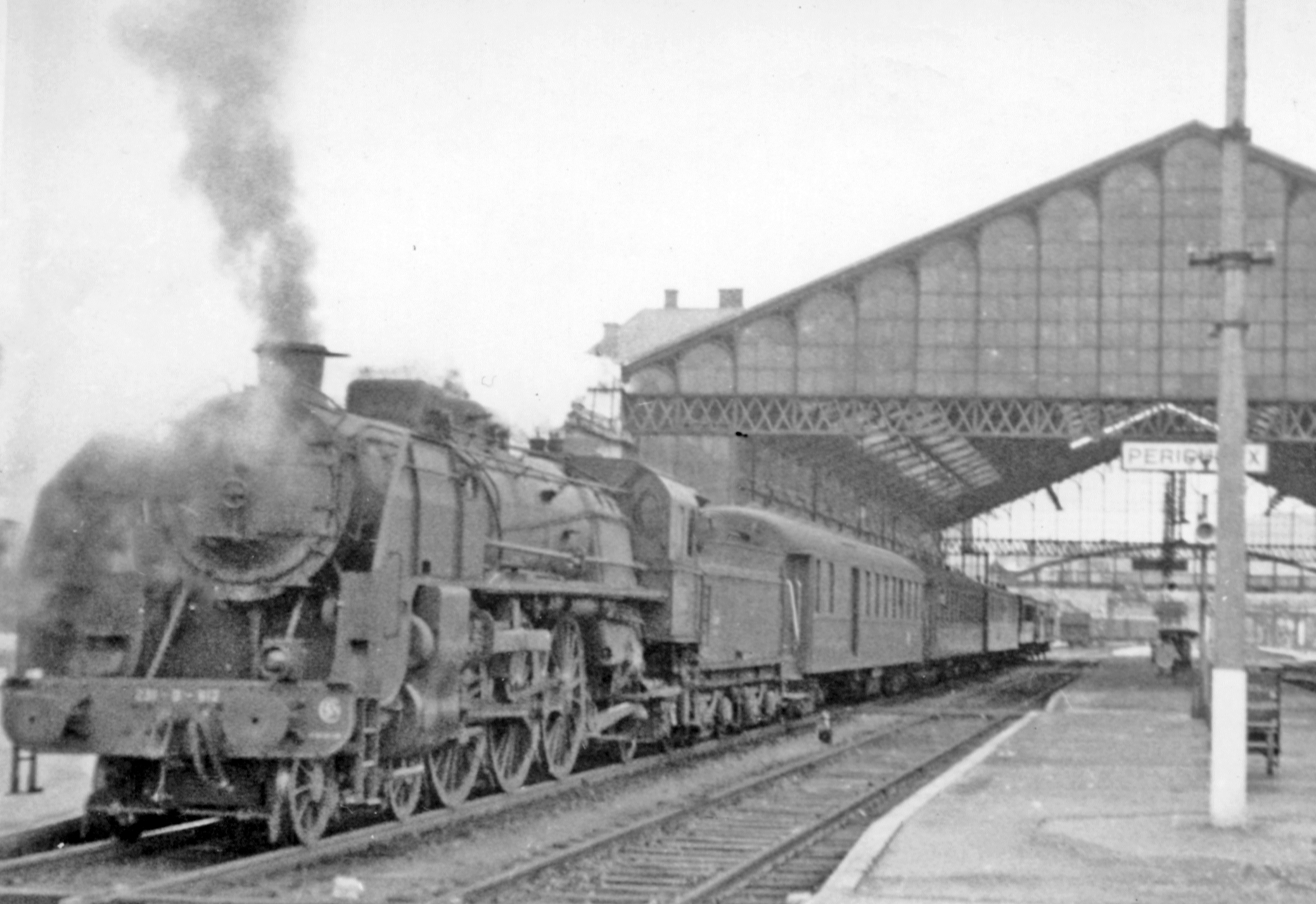
Une locomotive de la série en gare de Périgueux

Les 231 PO 3591 à 3640 sont des locomotives de type Pacific de la compagnie du chemin de fer de Paris à Orléans, affectées à la traction des trains rapides.

## Histoire
La compagnie d'Orléans commande à la firme américaine Alco une série de 50 locomotives de type 231 Pacific. Elles forment la série 3591 à 3640. Elles sont ensuite immatriculées  231-601 à 231-650. 
En 1938, lors de la création de la SNCF, elles deviennent les 4-231 D 601 à 650. Une série de 11 locomotives est cédée à la région ouest  et immatriculée 3-SNCF 231-K- 301 à 311.

## La construction
- N° 3591 à 3640, livrées en 1921 par Alco, usine de Schenectady USA, numéros de construction (62804 à 62853).

## Caractéristiques
- Poids de la locomotive en charge: 93,3 t
- Diamètre des roues motrices: 1950mm
- Pression dans la chaudière: 11,7kg
- Diamètre et course des cylindres: 620mm x 650mm
- Surface de grille: 4.70m2
- Surface de chauffe: 173.30m2[2]
- Poids du tender: 54,9t
- Capacité en eau du tender: 22 m3
- Capacité en charbon du tender: 6 t